# Peter Mansfield

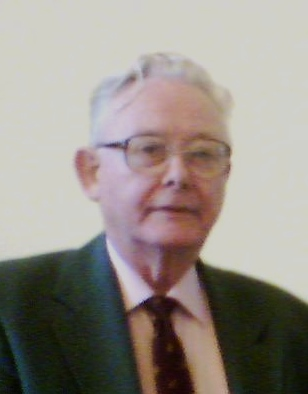
Peter Mansfield

Sir Peter Mansfield (* 9. Oktober 1933 in London; † 8. Februar 2017 in Nottingham) war ein britischer Physiker.
Er war Professor für Physik an der University of Nottingham. 2003 wurde er mit dem Nobelpreis für Physiologie oder Medizin ausgezeichnet. Diesen erhielt er gemeinsam mit Paul Christian Lauterbur für ihre Entdeckungen im Zusammenhang mit der Magnetresonanztomographie.

## Biographie

### Frühe Jahre und Ausbildung
Peter Mansfield wurde 1933 im Stadtteil Lambeth in London als Sohn des Gasinstallateurs Sidney George Mansfield und seiner Frau Rose Lillian geboren. Er war der jüngste von drei Brüdern, seine älteren Geschwister waren Conrad William und Sidney Albert, und wuchs in Camberwell auf. Als er sechs Jahre alt war, brach der Zweite Weltkrieg aus, und er wurde als Kind während der Kriegsjahre dreimal aus London evakuiert. So verbrachte er erst ein paar Wochen in Sevenoaks und später zweimal in Torquay. Nach dem Krieg beendete er seine Schulausbildung 1948 an der Secondary School in Peckham. Danach arbeitete er drei Jahre bei einem Maler. Danach entdeckte er sein Interesse an Raketen und bekam einen Job beim Ministry of Supply am Rocket Propulsion Department in Westcott, Buckinghamshire. Nach 18 Monaten wurde er zur Armee einberufen und blieb dort zwei Jahre lang; danach kehrte er nach Westcott zurück.
1956 begann Peter Mansfield sein Studium der Physik am Queen Mary College der University of London. Hier bestand 1959 ein Projekt darin, ein tragbares Kernspinresonanz-Spektrometer (NMR) auf der Basis von Transistortechnologien zu entwickeln. Er löste diese Aufgabe und bekam später eine Anstellung bei Jack Powles im Bereich der Kernspinresonanzforschung. Das Hauptinteresse der Arbeitsgruppe lag in der Erforschung von Molekularbewegungen in verschiedenen Materialien, vornehmlich in Flüssigkeiten. Seine Aufgabe wurde die Konstruktion eines Spektrometers, um feste Polymere zu untersuchen. Im Zusammenhang mit dieser Arbeit entdeckte er die solid echoes (Festkörperresonanzen) und veröffentlichte eine Publikation über diese Resonanzphänomen in einem einzelnen Gipskristall und promovierte zu dem Thema.

### Forschungsarbeiten in den USA
Nach seiner Promotion in Physik, die er 1962 abschloss, ging er auf eine Einladung von Charlie Slichter hin für zwei Jahre an die University of Illinois at Urbana-Champaign. Er heiratete vor seiner Abreise Jean Margaret Kibble und sie begleitete ihn nach Illinois. Seine Forschung in Illinois bestand aus der NMR-Spektroskopie an dotierten Metallen, vor allem an Legierungen von Kupfer und Zink. Hier wollte er das Resonanzverhalten der Kupferelektronen an Zinkatomen messen und entwickelte dafür ein spezielles Spektrometer.
Seine Postdocenzeit in Illinois dauerte zwei Jahre an und konnte die Vorhersagen seiner Kollegen nicht bestätigen, dass sich die Elektronen am Zink anders verhalten und eine spezifische Resonanz ergaben. Seine Arbeit an den Festkörperresonanzen konnte er im Labor von Charlie Slichter nicht weiterführen. Allerdings arbeitete ein ehemaliger Kollege aus London, Doug Cutler, ebenfalls in Urbana an diesem Thema und nutzte dafür einen ähnlichen Aufbau wie ihn Mansfield für seine Forschungen konstruiert hatte. Mansfield überredete ihn, dass er sein Labor für einige Experimente nutzen konnte. Er erforschte hier die Resonanz am Natriumfluorid (NaF) und veröffentlichte eine weitestgehend theoretische Publikation dazu.

### Nottingham
Nach der Postdoktorandenzeit kehrte Peter Mansfield 1964 nach London zurück. Mansfield bekam eine Stelle als Dozent und Forschungsassistent an der University of Nottingham bei Raymond Andrew. Hier erhielt er ein eigenes Labor, um seine Multiple-Pulse-NMR, ein Spektrometer zur Erfassung der Kernspinresonanz mit mehreren koordinierten Pulsen, zu konstruieren und zu testen. Im ersten Jahr bekam er mit Don Ware einen Forschungsstudenten, der seinen Master of Science im Bereich der NMR in Kanada gemacht hatte und mit dem er seine ersten Versuche der Multiple-Pulse-NMR durchführen konnte. 1965 kam Mansfields erster Lehrer Jack Powles zu einem Kolloquium an die Universität nach Nottingham, und Mansfield führte ihm sein Gerät vor. Dieser berichtete von einem ähnlichen Aufbau im Labor von John S. Waugh am Massachusetts Institute of Technology (MIT), und kurz danach kamen in kurzer Folge Publikationen beider Arbeitsgruppen, die in einem Forschungsstreit beider Institutionen gipfelten, der bis in die frühen 1970er reichte.
1972 stieß mit Alan Garroway ein amerikanischer Postdoktorand der Cornell University zu der Arbeitsgruppe, der sich in seiner Doktorarbeit mit NMR-Studien in bewegten Flüssigkeiten beschäftigt hatte. Mansfield hatte zu der Zeit seine NMR mit einem frühen Computer mit einem Arbeitsspeicher von vier Kilobyte ausgestattet, und eine der ersten Aufgaben von Garroway war die Entwicklung einer Methode, um die Ergebnisse der NMR mittels des Computers zu einem Spektrum generieren zu lassen. Zum Ende 1972 war Mansfield dadurch in der Lage, ein computerkontrolliertes Spektrometer zu nutzen, um verschiedene Materialien zu untersuchen. Dies ermöglichte sehr schnelle Analysen, womit erstmals auch Spektrogramme an sich schnell chemisch verändernden Materialien durchgeführt werden konnten. Das Hauptaugenmerk galt hierbei dem Calciumfluorid.
1972 trat Mansfield eine Reise an das Max-Planck-Institut für medizinische Forschung in Heidelberg an, um mit Karl Hermann Hausser (1919–2001) zusammenzuarbeiten. Mit seiner Arbeitsgruppe stand er in dieser Zeit in Briefkontakt; sein Doktorand Peter Grannell führte die Versuche am NMR weiter, indem er versuchte, ein Kristallgitter des Calciumfluorid mit Hilfe von Schnitten des Kampfer zu bekommen und die Spektren so lange aufzunehmen, bis eine klare einzelne Spektrallinie erkennbar wurde. Dies wurde Ende 1973 erreicht und veröffentlicht. Auf einer Konferenz in Krakau wurde das Ergebnis vorgestellt und diskutiert. Im Rahmen dieser Diskussion erfuhr Mansfield erstmals von den Arbeiten von Paul Lauterbur, der in einem ähnlichen Feld tätig war und der sich dabei auf Studien in Flüssigkeiten konzentrierte. Nachdem er dessen Veröffentlichungen studiert hatte, stellte er heraus, dass es tatsächlich Parallelen gab. Bei beiden Ansätzen stellte sich die Frage, was als veränderliche Probe bezeichnet werden konnte. Lauterbur hatte diesbezüglich erste Versuche unternommen, die Proben bildlich darzustellen. Die Studien stellten eine Grundlage dar, auf der es möglich sein konnte, biologische Systeme mit Hilfe der Multiple-Pulse-NMR zu betrachten.
Auf einer Konferenz in Indien 1974 stellte Lauterbur seine Ergebnisse vor, und auch vom Institut in Nottingham waren einige Forscher anwesend, welche sich später Gedanken um eine Umsetzung des bildgebenden Prozesses bei der Betrachtung der Resonanzantworten von magnetischen Impulsen machten und diese Mansfield mitteilten, der an der Konferenz nicht teilgenommen hatte.

## Würdigung
Mansfield wurden für seine Arbeit zahlreiche Auszeichnungen verliehen. Unter anderem wurde er 1987 Mitglied der Royal Society, die ihm 1984 den Wellcome Prize verliehen hatte. 1993 wurde er zum Ritter geschlagen. Zusammen mit Paul C. Lauterbur erhielt er 2003 den Nobelpreis für Physiologie oder Medizin. Die Universität Leipzig verlieh ihm 2006 die Ehrendoktorwürde. 2009 wurde Mansfield in die National Academy of Sciences gewählt.